# Elecciones federales de México de 2021 en la Ciudad de México
Las elecciones federales de México de 2021 en la Ciudad de México se llevaron a cabo el domingo 6 de junio de 2021, y en ellas se renovaron los siguientes cargos de elección popular:
- 24 diputados federales. Miembros de la cámara baja del Congreso de la Unión. Veinticuatro elegidos por mayoría simple. Todos ellos electos para un periodo de tres años a partir del 1 de agosto de 2021 con la posibilidad de reelección por hasta tres periodos adicionales.

## Resultados electorales

### Diputados federales por la Ciudad de México

#### Diputados electos
- Resultados en negrita indican ganancia de partido.

| Distrito | Candidato                     | Partido | Partido | Resultado | Margen  |
| -------- | ----------------------------- | ------- | ------- | --------- | ------- |
| 1        | Vanessa del Castillo Ibarra   |         |         | Reelecta  | 20.54 % |
| 2        | Maribel Villaseñor Dávila     |         |         | Electa    | 9.27 %  |
| 3        | Wendy González Urrutia        |         |         | Electa    | 0.09 %  |
| 4        | Gerardo Fernández Noroña      |         |         | Reelecto  | 55.73 % |
| 5        | Karla Ayala Villalobos        |         |         | Electa    | 12.46 % |
| 6        | Diana Lara Carreón            |         |         | Electa    | 25.3 %  |
| 7        | Beatriz Rojas Martínez        |         |         | Reelecta  | 1.72 %  |
| 8        | María Rosete Sánchez          |         |         | Reelecta  | 2.83 %  |
| 9        | Guadalupe Chavira de la Rosa  |         |         | Electa    | 9.72 %  |
| 10       | Margarita Zavala              |         |         | Electa    | 21.55 % |
| 11       | Lidia Pérez Bárcenas          |         |         | Electa    | 1.76 %  |
| 12       | Gabriela Sodi Miranda         |         |         | Electa    | 19.68 % |
| 13       | Óscar Gutiérrez Camacho       |         |         | Reelecto  | 4.00 %  |
| 14       | Rocío Banquells               |         |         | Electa    | 1.69 %  |
| 15       | Luis Mendoza Acevedo          |         |         | Reelecto  | 50.71 % |
| 16       | Xavier González Zirión        |         |         | Electo    | 11.41 % |
| 17       | Jorge Triana Tena             |         |         | Electo    | 22.8 %  |
| 18       | Marcelino Castañeda Navarrete |         |         | Electo    | 2.53 %  |
| 19       | Aleida Alavez Ruiz            |         |         | Reelecta  | 16.08 % |
| 20       | Ana Karina Rojo Pimentel      |         |         | Reelecta  | 25.56 % |
| 21       | Flor Ivone Morales Miranda    |         |         | Reelecta  | 12.76 % |
| 22       | Víctor Varela López           |         |         | Reelecto  | 38.51 % |
| 23       | Gabriel Quadri                |         |         | Electo    | 9.28 %  |
| 24       | Héctor Saúl Téllez Henández   |         |         | Electo    | 21.92 % |

#### Resultados
|  | 37.90 % |

|  | 25.73 % |

|  | 14.62 % |

|  | 5.01 % |

|  | 3.61 % |

|  | 3.02 % |

|  | 2.26 % |

|  | 2.21 % |

|  | 1.76 % |

|  | 0.80 % |

|  | 2.96 % |

|  | 0.12 % |

|  | 100 % |

|  | 52.26 % |

## Resultados por distrito electoral

### Distrito 1. Gustavo A. Madero
|  | 51.17 % |

|  | 30.63 % |

|  | 3.19 % |

|  | 2.93 % |

|  | 2.86 % |

|  | 2.05 % |

|  | 2.04 % |

|  | 1.25 % |

|  | 3.76 % |

|  | 0.15 % |

|  | 100 % |

|  | 45.29 % |

### Distrito 2. Gustavo A. Madero
|  | 49.78 % |

|  | 40.51 % |

|  | 3.04 % |

|  | 1.68 % |

|  | 1.50 % |

|  | 0.78 % |

|  | 2.59 % |

|  | 0.13 % |

|  | 100 % |

|  | 53.71 % |

### Distrito 3. Azcapotzalco
El TEPJF anulo los resultados de cuatro casillas (61B, 61C-1,162C-1 y 324C-1), esto modificando el resultado final pues originalmente Gabriela Jiménez había resultado electa en el distrito.
|  | 43.29 % |

|  | 43.20 % |

|  | 5.48 % |

|  | 2.42 % |

|  | 1.98 % |

|  | 0.78 % |

|  | 2.59 % |

|  | 0.13 % |

|  | 100 % |

|  | 53.25 % |

### Distrito 4. Iztapalapa
|  | 55.73 % |

|  | 31.72 % |

|  | 3.57 % |

|  | 2.70 % |

|  | 2.12 % |

|  | 0.92 % |

|  | 3.12 % |

|  | 0.12 % |

|  | 100 % |

|  | 44.20 % |

### Distrito 5. Tlalpan
|  | 46.34 % |

|  | 33.88 % |

|  | 7.62 % |

|  | 4.51 % |

|  | 1.12 % |

|  | 0.67 % |

|  | 2.73 % |

|  | 0.13 % |

|  | 100 % |

|  | 53.25 % |

### Distrito 6. La Magdalena Contreras
|  | 53.83 % |

|  | 28.53 % |

|  | 3.28 % |

|  | 3.10 % |

|  | 2.74 % |

|  | 2.47 % |

|  | 2.01 % |

|  | 0.72 % |

|  | 3.22 % |

|  | 0.15 % |

|  | 100 % |

|  | 57.04 % |

### Distrito 7. Gustavo A. Madero
|  | 43.11 % |

|  | 41.39 % |

|  | 3.12 % |

|  | 2.50 % |

|  | 2.14 % |

|  | 1.87 % |

|  | 1.65 % |

|  | 0.94 % |

|  | 3.16 % |

|  | 0.11 % |

|  | 100 % |

|  | 51.09 % |

### Distrito 8. Cuauhtémoc
|  | 45.20 % |

|  | 42.37 % |

|  | 3.20 % |

|  | 2.56 % |

|  | 1.78 % |

|  | 1.37 % |

|  | 3.35 % |

|  | 0.17 % |

|  | 100 % |

|  | 51.18 % |

### Distrito 9. Tláhuac
|  | 43.42 % |

|  | 33.70 % |

|  | 5.82 % |

|  | 3.27 % |

|  | 3.24 % |

|  | 3.02 % |

|  | 2.30 % |

|  | 1.07 % |

|  | 4.05 % |

|  | 0.11 % |

|  | 100 % |

|  | 51.09 % |

### Distrito 10. Miguel Hidalgo
|  | 56.23 % |

|  | 34.68 % |

|  | 4.60 % |

|  | 1.13 % |

|  | 0.88 % |

|  | 0.53 % |

|  | 1.84 % |

|  | 0.10 % |

|  | 100 % |

|  | 60.91 % |

### Distrito 11. Venustiano Carranza
|  | 43.45 % |

|  | 41.69 % |

|  | 3.83 % |

|  | 2.10 % |

|  | 1.90 % |

|  | 1.76 % |

|  | 1.43 % |

|  | 0.67 % |

|  | 3.03 % |

|  | 0.13 % |

|  | 100 % |

|  | 55.54 % |

### Distrito 12. Cuauhtémoc
|  | 52.70 % |

|  | 33.02 % |

|  | 3.42 % |

|  | 2.00 % |

|  | 1.97 % |

|  | 1.48 % |

|  | 1.45 % |

|  | 0.75 % |

|  | 3.01 % |

|  | 0.20 % |

|  | 100 % |

|  | 52.28 % |

### Distrito 13. Iztacalco
|  | 46.25 % |

|  | 42.25 % |

|  | 3.22 % |

|  | 2.57 % |

|  | 1.91 % |

|  | 0.96 % |

|  | 2.70 % |

|  | 0.14 % |

|  | 100 % |

|  | 52.14 % |

### Distrito 14. Tlalpan
|  | 39.90 % |

|  | 38.21 % |

|  | 7.65 % |

|  | 4.04 % |

|  | 2.55 % |

|  | 1.90 % |

|  | 1.37 % |

|  | 0.76 % |

|  | 3.46 % |

|  | 0.16 % |

|  | 100 % |

|  | 53.21 % |

### Distrito 15. Benito Juárez
|  | 72.24 % |

|  | 21.53 % |

|  | 2.75 % |

|  | 0.82 % |

|  | 0.62 % |

|  | 0.35 % |

|  | 1.58 % |

|  | 0.12 % |

|  | 100 % |

|  | 63.62 % |

### Distrito 16. Álvaro Obregón
|  | 50.32 % |

|  | 38.91 % |

|  | 3.36 % |

|  | 2.42 % |

|  | 1.50 % |

|  | 0.60 % |

|  | 2.77 % |

|  | 0.12 % |

|  | 100 % |

|  | 53.24 % |

### Distrito 17. Cuajimalpa de Morelos
|  | 56.28 % |

|  | 33.48 % |

|  | 2.71 % |

|  | 2.03 % |

|  | 2.01 % |

|  | 0.90 % |

|  | 2.51 % |

|  | 0.06 % |

|  | 100 % |

|  | 58.11 % |

### Distrito 18. Iztapalapa
|  | 42.29 % |

|  | 39.76 % |

|  | 4.78 % |

|  | 3.78 % |

|  | 1.97 % |

|  | 1.63 % |

|  | 1.52 % |

|  | 0.67 % |

|  | 3.43 % |

|  | 0.17 % |

|  | 100 % |

|  | 51.23 % |

### Distrito 19. Iztapalapa
|  | 49.44 % |

|  | 33.36 % |

|  | 3.68 % |

|  | 3.21 % |

|  | 2.23 % |

|  | 2.03 % |

|  | 1.63 % |

|  | 0.73 % |

|  | 3.58 % |

|  | 0.10 % |

|  | 100 % |

|  | 47.32 % |

### Distrito 20. Iztapalapa
|  | 57.45 % |

|  | 31.89 % |

|  | 3.37 % |

|  | 1.70 % |

|  | 1.62 % |

|  | 0.84 % |

|  | 3.01 % |

|  | 0.10 % |

|  | 100 % |

|  | 44.97 % |

### Distrito 21. Xochimilco
|  | 44.41 % |

|  | 31.65 % |

|  | 4.58 % |

|  | 3.90 % |

|  | 3.48 % |

|  | 3.23 % |

|  | 3.00 % |

|  | 1.36 % |

|  | 4.27 % |

|  | 0.12 % |

|  | 100 % |

|  | 45.38 % |

### Distrito 22. Iztapalapa
|  | 60.03 % |

|  | 21.52 % |

|  | 3.64 % |

|  | 2.88 % |

|  | 2.69 % |

|  | 2.48 % |

|  | 1.63 % |

|  | 0.73 % |

|  | 4.32 % |

|  | 0.09 % |

|  | 100 % |

|  | 38.43 % |

### Distrito 23. Coyoacán
|  | 49.54 % |

|  | 40.26 % |

|  | 4.05 % |

|  | 1.67 % |

|  | 1.14 % |

|  | 0.58 % |

|  | 2.63 % |

|  | 0.11 % |

|  | 100 % |

|  | 56.84 % |

### Distrito 24. Coyoacán
|  | 53.74 % |

|  | 31.82 % |

|  | 3.14 % |

|  | 3.10 % |

|  | 2.00 % |

|  | 1.71 % |

|  | 1.18 % |

|  | 0.62 % |

|  | 2.57 % |

|  | 0.12 % |

|  | 100 % |

|  | 57.48 % |